# Bühren (Bramwald)
Bühren é um município da Alemanha localizado no distrito de Göttingen, estado da Baixa Saxônia.
Pertence ao Samtgemeinde de Dransfeld.